# Edward M. Coffman
Edward Mackenzie Coffman (* 27. Januar 1929 in Hopkinsville, Kentucky; † 16. September 2020 in Wilmore, Kentucky) war ein US-amerikanischer Militärhistoriker. Er war insbesondere für sein Buch über die US-amerikanische Beteiligung am Ersten Weltkrieg bekannt und Bücher über die Berufsarmee der USA, einschließlich sozialer Fragen. Er war Professor an der University of Wisconsin–Madison.

## Werdegang
Coffman studierte an der University of Kentucky mit dem Bachelor-Abschluss 1951, dem Master-Abschluss 1955 und der Promotion 1959. Von 1951 bis 1953 leistete er seinen Wehrdienst als Offizier in der US Army in Japan und Korea. Er lehrte ab 1957 als Instructor an der Memphis State University und von 1961 bis zur Emeritierung 1992 als Professor an der University of Wisconsin-Madison. 1986/87 war er Inhaber des Harold Keith Johnson Chair of Military History am U.S. Army Military History Institute.
Er war Assistent von Forrest Pogue bei dessen offizieller Biographie von George C. Marshall und war Gastprofessor/-dozent an der Kansas State University, der United States Military Academy in West Point, der Air Force Academy (Harmon Memorial Lectures in Military History), dem Army War College (Brooks E. Kleber Memorial Readings in Military History) und dem Command and General Staff College.
Er war von 1983 bis 1985 Präsident der Society for Military History und war Vorstand des Historischen Komitees des Department of the Army. Er erhielt hohe zivile Auszeichnungen der US Army und war Guggenheim Fellow. 1990 wurde er mit dem Samuel Eliot Morison Prize ausgezeichnet. 2010 erhielt er den Spencer Tucker Award for Outstanding Achievement in Military History (ABC-CLIO).
Er starb am 16. September 2020 im Alter von 91 Jahren in Wilmore, Kentucky.

## Schriften (Auswahl)
- The Hilt of the Sword. The Career of Peyton C. March. University of Wisconsin Press, Madison WI u. a. 1966, (entstanden aus seiner Dissertation).
- The War To End All Wars. The American military experience in World War I. Oxford University Press, New York NY u. a. 1968, ISBN 0-299-10960-7 (zahlreiche Auflagen).
- The Old Army. A Portrait of the American Army in Peacetime, 1784–1898. Oxford University Press, New York NY u. a. 1986, ISBN 0-19-503750-2.
- The Regulars. The American Army, 1898–1941. Belknap Press of Harvard University Press, Cambridge MA u. a. 2004, ISBN 0-674-01299-2.
- The Embattled Past. Reflections on Military History. University Press of Kentucky, Lexington KY 2014, ISBN 978-0-8131-4266-1.